# Eneko Zarrabeitia Salterain
Pour les articles homonymes, voir Eneko.
Eneko Zarrabeitia Salterain, alias Sorgin, est un membre de l'organisation séparatiste Euskadi ta Askatasuna (ETA).
Il a été arrêté le 8 décembre 2008 en France conjointement par la garde civile et la police française en compagnie d'Aitzol Iriondo et Aitor Artetxe.

## Biographie
Eneko Zarrabeitia est accusé d'avoir appartenu aux commandos Biscaye (2006) et Larrano. Avec la chute du commando Biscaye il s'est enfui vers la France. En 2007, Txeroki l'intègre pour le commando Larrano, qui a agi en Cantabrie. En juillet de cette même année il provoque un attentat à la voiture-piégée à Santander. Quand la police a arrêté son compagnon, Aritz Arginzoniz, Zarrabeitia parvient à s'enfuir de nouveau vers la France.
En mai 2008 on le soupçonne d'une rencontre avec des membres d'ETA du commando Hegoak auxquels il a livré un camion qu'ils ont fait exploser dans le Quartier Général de la garde civile de Legutio le 14 du même mois, et où l'agent Juan Manuel Piñuel a trouvé la mort.
Il est accusé par l'Audition Nationale comme étant membre du Commando Larrano et pour la livraison de la voiture piégée a servi dans l'attentat de Legutio.

### Sources et bibliographie
- (es) Cet article est partiellement ou en totalité issu de l’article de Wikipédia en espagnol intitulé « Eneko Zarrabeitia » (voir la liste des auteurs).
- (fr) Jean Chalvidant, ETA : L'enquête, éd. Cheminements, coll. « Part de Vérité », octobre 2003, 426 p. (ISBN 978-2-84478-229-8)
- (es) José María Benegas, Diccionario de Terrorismo, Madrid, Espasa Calpe, coll. « Diccionario Espasa », novembre 2004, 920 p. (ISBN 978-84-670-1609-3)
- (fr) Jacques Massey, ETA : Histoire secrète d'une guerre de cent ans, Paris, Flammarion, coll. « EnQuête », février 2010, 386 p. (ISBN 978-2-08-120845-2)